# Monte Cofano
Il monte Cofano (Còfanu in siciliano o Cuòfanu in dialetto locale) è una montagna della provincia di Trapani, in Sicilia. È compreso nel territorio del comune di Custonaci.
Divide il golfo di Bonagia dal golfo del Cofano, ed è ricompreso nella Riserva naturale orientata Monte Cofano.

## Storia

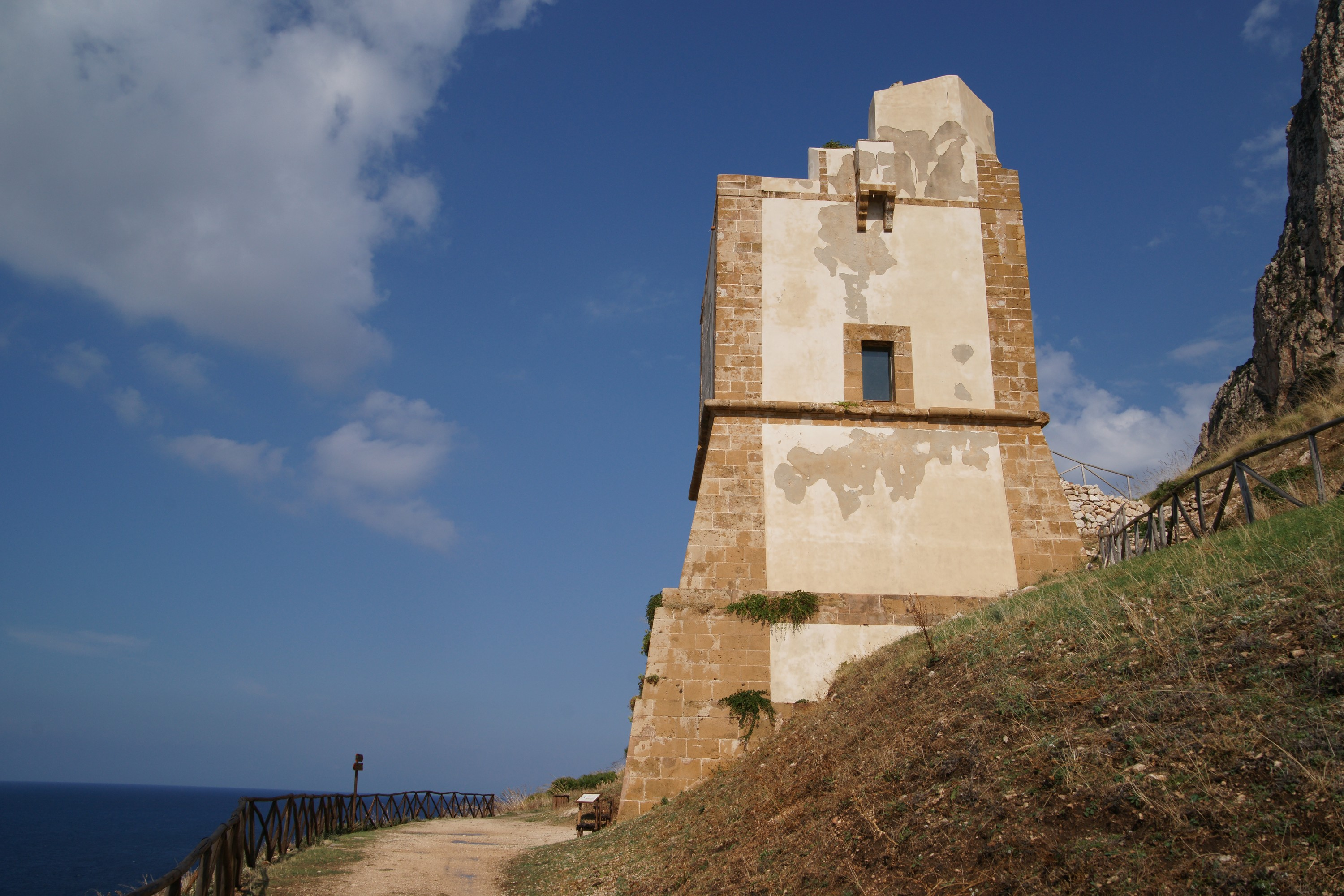
Torre del Cofano, anche detta di San Giovanni

Attestato dal 1377 come Cofano, la sua etimologia deriva dal greco κόφῐνος (kóphinos, “cesta”) in riferimento al particolare andamento orografico del monte.
Sulla sua sommità si trovano i ruderi di un edificio di guardia risalente agli inizi del XV secolo, munito di cisterna. Alla base del monte sono presenti due torri del tardo XVI secolo, quella di San Giovanni e quella della tonnara di Cofano.
Questo sistema di torri costiere era comunicante tra loro. Verso nord-est era visibile la torre dell'Isuliḍḍa; in direzione sud-est erano possibili comunicazioni con torre Muzza Dal lato opposto con quelle della Tonnara di Bonagia e della Tonnara San Giuliano. 

## Ambiente
Si tratta di un promontorio montuoso di natura calcarea, dalla caratteristica forma triangolare a picco sul mare, che raggiunge i 659 m di altezza.

## Ascensioni
Il Monte Còfano vanta innumerevoli ascensioni lungo i suoi versanti, di varia difficoltà, lunghezza ed impegno. Lungo il versante ovest si staccano tre rilievi rocciosi principali che sono: la Torre Agave in fiore (270 m), la Punta Welzenbach (343 m, così chiamata per la rassomiglianza con la Cresta di Peuterey) e la Spalla Rossa (426 m).
- Via comune: è di gran lunga l'itinerario più frequentato, che presenta scarse difficoltà ed ampi panorami; l'unico punto che richiede passi di arrampicata è l'inizio del crinale sommitale poco oltre il Colle 244 m; un solo tratto di II+ e roccette varie, poi sentiero.
- Via Vela: itinerario di buona roccia aperto da Roby Manfrè Scuderi e Fabrizio Antonioli nel 1984, sale uno sperone al centro del versante sud, V+.
- Via delle Pulzelle: percorre il terzo pilastro della parete sud che forma una cresta (Cutietta, Flaccavento, Lo Jacono e Scimonelli nel 2000), IV+.
- Via Vorrei fare l'ultimo tiro: sale il secondo pilastro della parete sud (Cianciolo, Cutietta, Maurici nel 1996), VI.
- Cresta Kangaceiros: si tratta del contrafforte sud-ovest che forma una lunga cresta divisoria per 660 m di sviluppo (Bellavista, Bosco e Lo Dico nel 1982), V.
- Cresta del Menhir: è la lunga cresta ovest sommitale del Monte, che prende il nome da un monolito che s'erge nella parte sommitale. La cresta vera e propria parte da oltre la Spalla Rossa cui s'accede tramite un crinale secondario a monte della Punta Welzenbach (Bellavista e Manfrè Scuderi nel 1983), 880 m di sviluppo, III+ e IV.

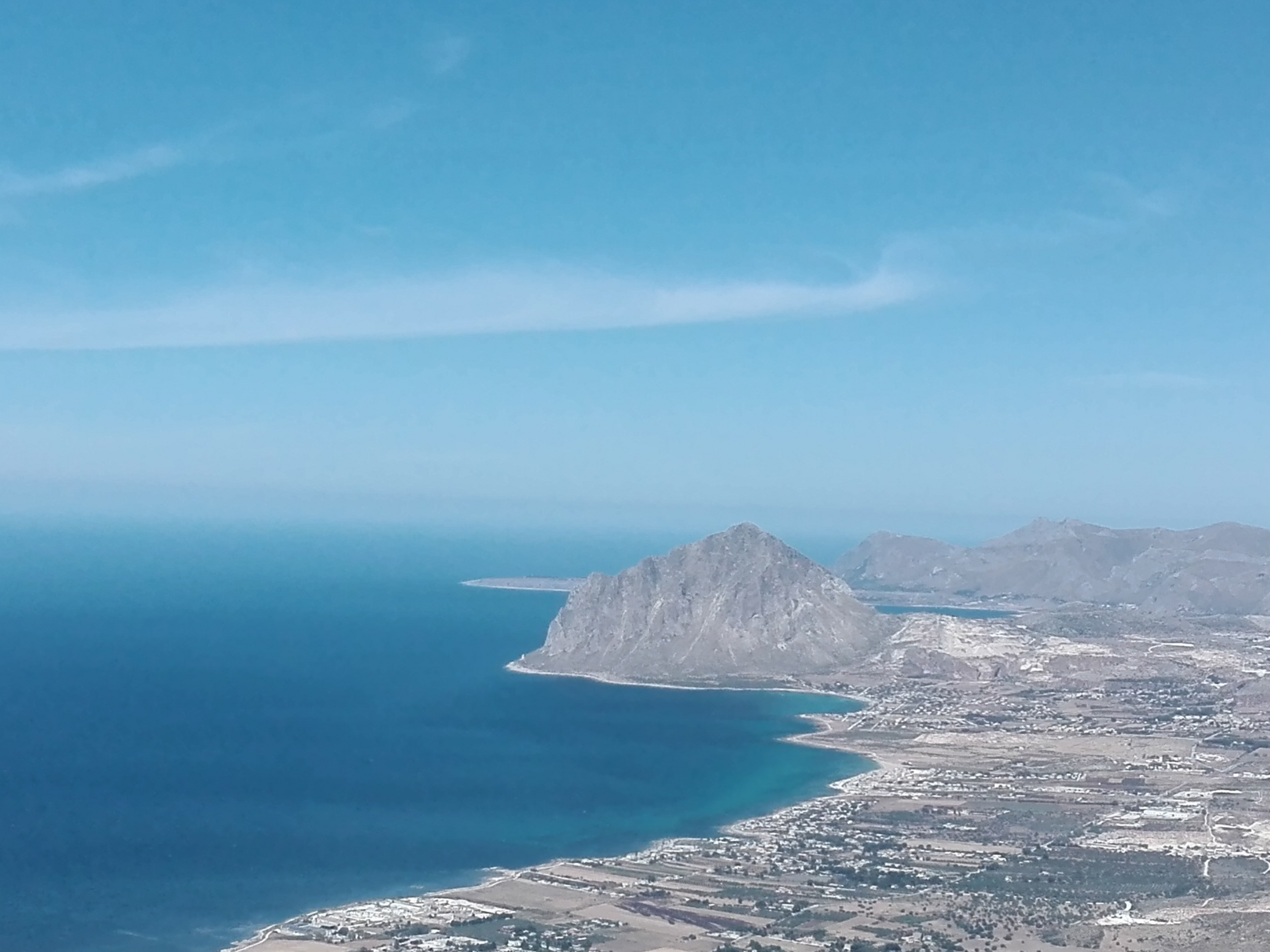
Monte Cofano visto da Erice

- Cresta Vistammare: è la cresta che include la Punta welzenbach e la Torre Agave in fiore, se seguita fino alla Spalla Rossa e poi fino in vetta per la cresta Menhir è la via più lunga della Sicilia, con 1200 m di sviluppo (aperta in più riprese: la prima parte Antonioli, Alessandro Gogna e Mallucci nel 1981; la parte superiore fino alla Welzenbach Bonazzi, Manfrè Scuderi e Spataro nel 1989; la Spalla Rossa Antonioli, Colesanti, Manfrè Scuderi e Geri nel 1984), V, V+.

Altri itinerari più brevi salgono ai contrafforti della Torre Agave e della Punta Welzenbach, tutti su buona roccia ed ambiente grandioso.

## Galleria d'immagini

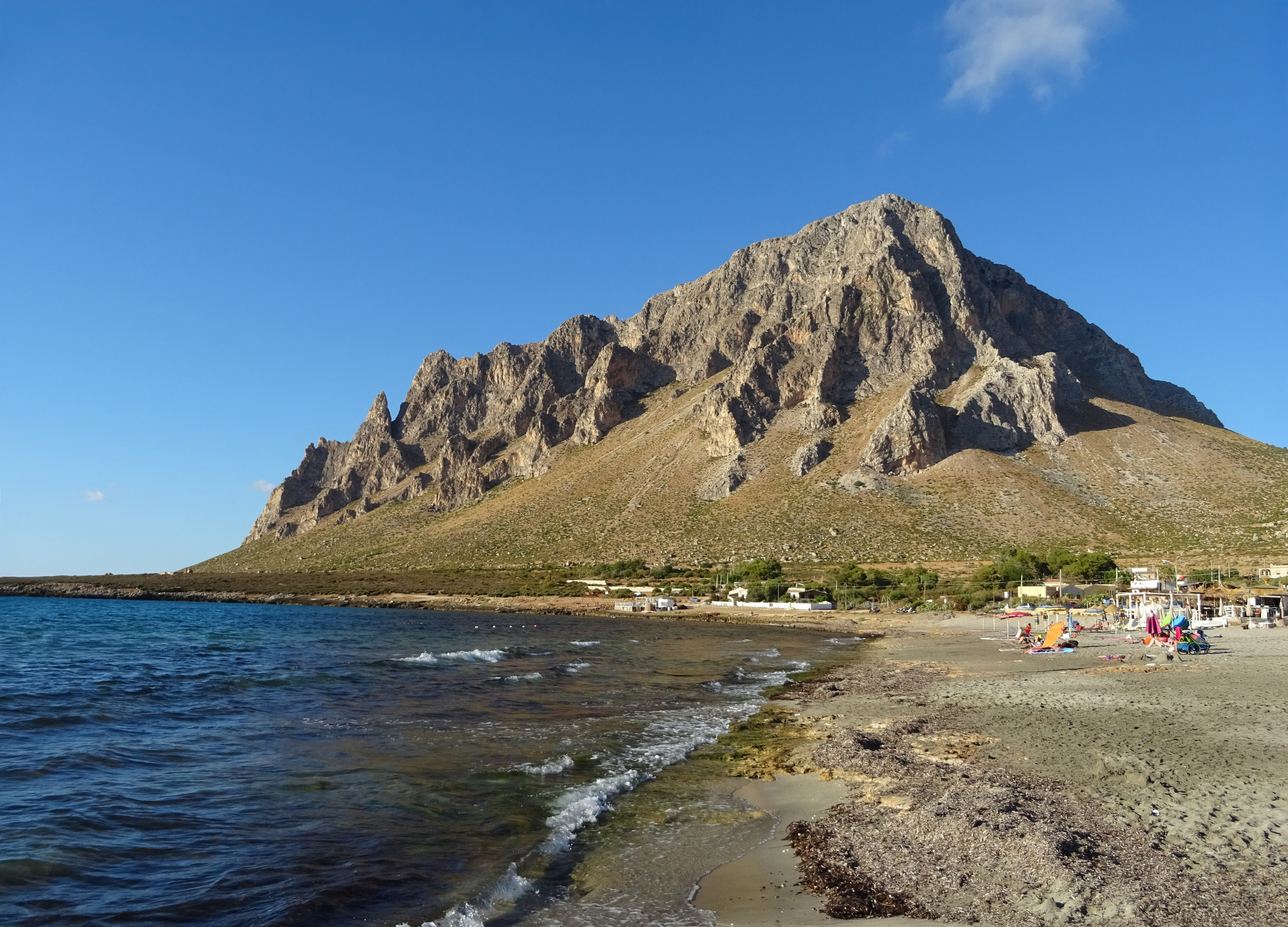
Monte Cofano visto da Cornino (Custonaci)
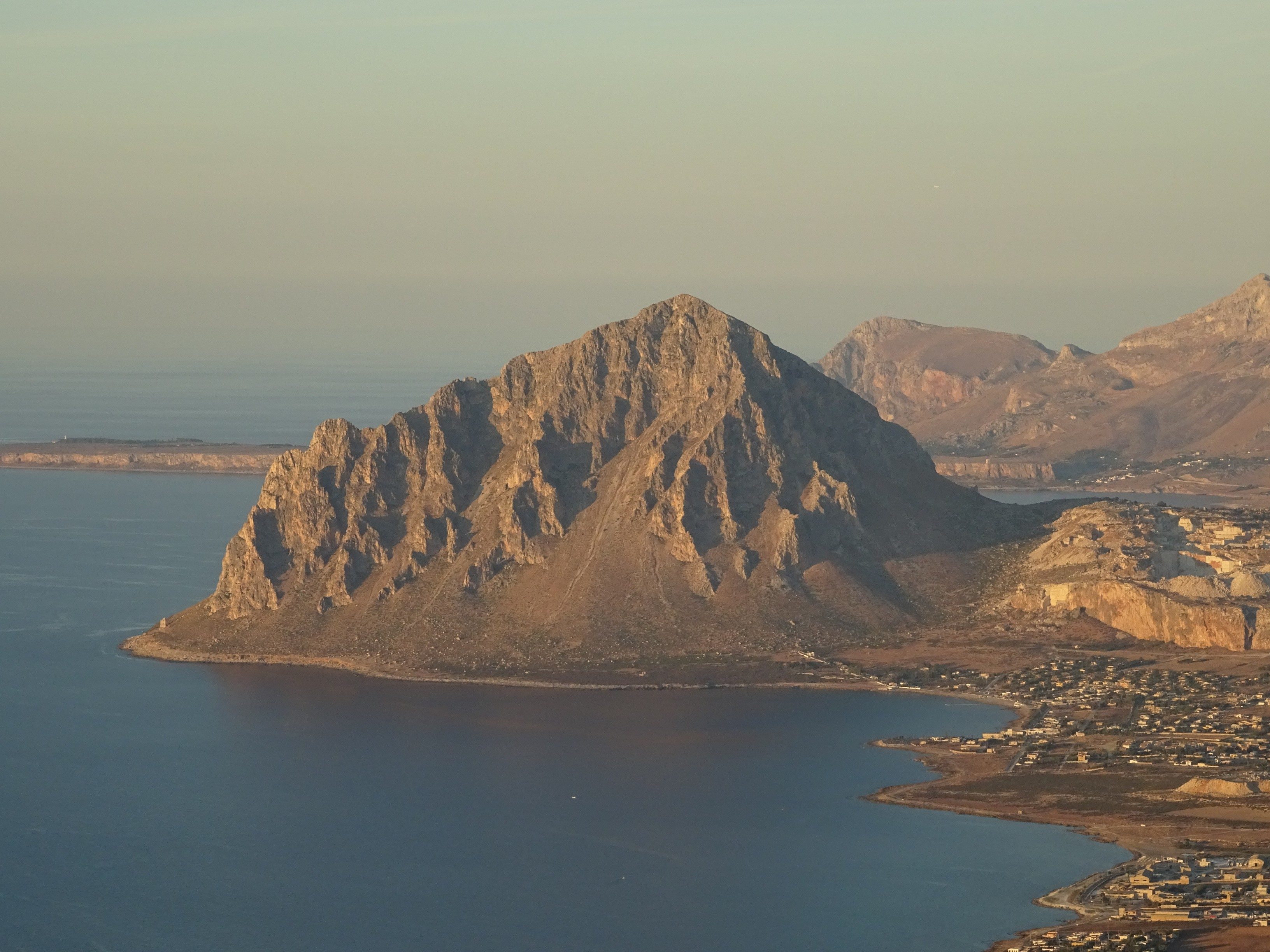
Monte Cofano visto da Erice
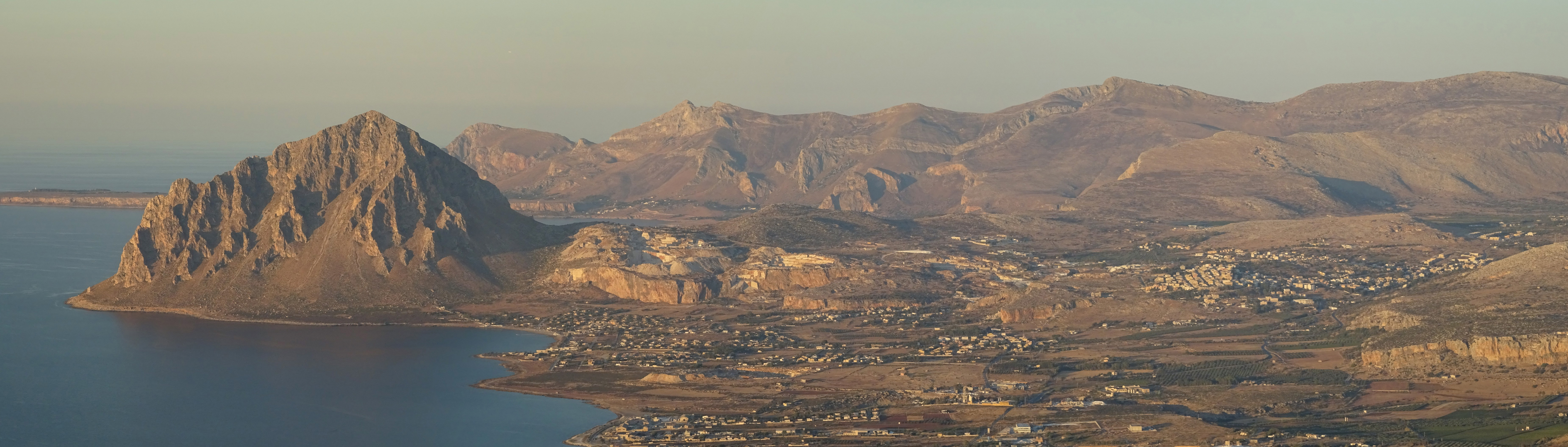
Panorama da Erice con Monte Cofano